# Тежки крайцери тип „Йорк“
Йорк (на английски: York) са тип тежки крайцери на Британския Кралски флот, от времето на Втората световна война. Всико от проекта са построени 2 единици: „Йорк“ (на английски: HMS York (90)) и „Ексетър“ (на английски: HMS Exeter (68)).

## История на създаването
След залагането на главния кораб на серията, която съгласно корабостроителната програма от 1925 г. се планира в седем единици, Адмиралтейството планира началото на строежа на втория кораб от типа за 15 март 1928 г. в корабостроителницата в Девънпорт, третият и четвъртият трябва да се заложат през 1929 г., и още две единици са включени в програмата за 1929 – 1930 година. Но поради ограничеността на морския бюджет и обхваналата скоро страните от западна Европа икономическа криза построяването на крайцерите „клас В“ се отлага от година на година. Докато Лондонския морски договор от 1930 г., приет в резултат на Лондонската конференция, и поставил лимит за общата водоизместимост в класа на тежките крайцери за всяка страна-участник в конференция, не слага край на строителството на крайцери с осемдюймова корабна артилерия в британския флот. С построяването на двата крайцера от типа „Йорк“ Великобритания изчерпва установеният ѝ лимит за обща водоизместимост по тежки крайцери и може вече да строи само леки крайцери.

## Конструкция
Тежките крайцери от типа „Йорк“ са високобордни кораби с полубак и видима седловатост по краищата, два високи комина и две мачти. Главният крайцер на серията до голяма степен съхранява архитектурата на прототипа – тежките крайцери от типа „Каунти“ (на английски: County), макар да има редица външни отличия. Общи отличителни черти на „йорковете“ са:
- по-малък брой комини;
- изместване към кърмата на носовите групи кули на ГК (главния калибър), а след тях и надстройката на шелтердека, носовата надстройка и комините.

Крайцерите са с рул полубалансирен тип с хидравлична трансмисия. Палубната настилка е дървена, от твърдото дърво растящо на остров Борнео.
Въведената на „Ексетър“ конструкция на главната надстройка впоследствие става стандартна за всички крайцери, а след това и разрушители в Британския флот. Същото се отнася и за внедрените на крайцера архитектурни иновации, като например пренасянето на гротмачтата на кърмовата надстройка или липсата на наклон на мачтите и комините на кораба.

### Корпус
„Ексетър“ се различава от главния кораб по ширината на корпуса (по-широк е с 1 фут = 0,3048 m), нов тип надстройка (с куполовидна форма), липса на наклон на мачтите и комините, различно разположение на гротмачтата, броя хидросамолети и схемата на поместване на авиационното оборудване.
Стандартната водоизместимост по проект трябва да е 8400 дълги тона, но в процеса на построяването успяват да икономисат от нея, в резултат на което стандартната водоизместимост на „Йорк“ е 8250 д.т., пълната – 10 350 д.т., а при „Ексетър“ – 8390 и 10 490 д.т. По протежение на цялата дължина на корпуса крайцерите имат двойно дъно, а в района на погребите – тройно. Отсеците на двойното дъно се използват за съхранение на смазочни материали и прясна вода. Горивните цистерни също частично са поместени в междудънното пространство, частично по бордовете. За намаляване люлеенето на крайцерите те имат бордови килове с дължина 68 метра. Наборът на корпуса е осъществен по надлъжната схема, обшивката на бордовете е нитована.
Корабите имат следните размери: най-голяма дължина – 175,25 m, дължина между перпендикулярите – 164,59 m, ширина – 17,37 m („Йорк“), 17,68 m („Ексетър“), газене – 5,18…6,17 m

### Въоръжение
Въоръжението на новите крайцери първоначално включва в себе си шест 203 mm и четири 102 mm оръдия, два едностволни автомата „Пом-Пом“ и над десет 7,69 mm картечници Люис. На „Йорк“ са използвани кулите Mark II, с които е планирано да се икономисат 20 тона в сравнение с Mark I, но икономия не се получава. Пълната маса на въоръженията (с бронята на кулите) съставлява 1000 д. тона (12% от стандартната водоизместимост), стойността му е около трета от цялата стойност на кораба.
Артилерията на главния калибър се състои от шест 203 mm оръдия Vickers BL MkVIII образец 1923 г. с дължина на ствола 50 калибра и маса 17,19 тона. Оръдието е дефорсирано и неговата начална скорост е намалена от 884 до 855 m/s. Средната скорострелност съставлява 3 – 4 изстрела в минута, максималната продължително устойчива – пет и максимална на изпитанията – шест. Куполните установки, както и на „Такао“, осигуряват на оръдията ъгъл на възвишение 70° за водене на огън както по надводни, така и по въздушни цели. Далечината на стрелба с 256 фунтовите (116,1 kg) снаряди при ъгъл на насочване от 45°, при средно ниво на износване на цевите на оръдията и начална скорост от 2725 фута/s (831 m/s), за тях е 28 030 m. Зенитния огън от главния калибър се оказва неефективен поради ниската скорострелност на оръдията и малката скорост на хидрозадвижването на въртенето на кулите. Снарядните и зарядните погреби на главния калибър са разположени непосредствено при въртящата се част на кулата на едно ниво: снарядните погреби на всяка кула са по-близо до краищата на кораба, а зарядните – в посока мидъла. Първоначално боезапасът за всяко оръдие се състои от 172 снаряда, основно, от полубронебойните тип СРВС, а също и 20 фугасни.
Като голямокалибрена зенитна артилерия се използват четиридюймовките (102 mm) Vickers QF MkV, приети на въоръжение преди Първата световна война. Първоначално то е предназначено само за стрелба по надводни цели, но към края Първата световна война са разработени и зенитните установки. Лафетът НА MklV има ъгли на възвишение от −5° до +80°. Дължина на ствола 45 калибра (4572 mm) и дължина на канала на ствола от 3803,02 mm. Оръдието се насочва по целта с електротрансмисия, има вертикален клинов затвор, затварящ се полуавтоматично, и ръчно зареждане. Четири такива оръдия са монтирани на единични лафети тип НА MklV без щитове и са разположени по двойки от двете страни на носовия комин и малко преди него, на платформата на главната зенитна артилерия. Масата на едностволната установка достига 6803 – 7183 kg. Като боезапас са използвани изстрели с маса 25,4 kg (маса на снаряда от 14,06 kg) и дължина 1127 mm. Началната скорост на полет на снаряда е 728 m/s, далечината на стрелба при ъгъл на възвишение от 44° е 15 030 m, досегаемостта по височина е 8763 m, скорострелността им е 14 изстрела в минута. Боезапасът на всяко оръдие се състои от 200 снаряда.
Автоматичното зенитно въоръжение са двойка Vickers QF 2 pounder Mark II („пом-пом“), създадени от английските оръжейници през 1915 г. и приети на въоръжение от английския флот, които се намират непосредствено до носовия комин на индивидуални платформи, осигуряващи широк сектор на огъня. Съществен недостатък на тази модификация на „пом-пома“ е използването на текстилна патронна лента, което води до често заклинване и прехапване на снарядите. Вследствие на това, към началото на 30-те години този модел зенитен автомат вече не отговаря на изискванията, предявени към зенитните оръдия за близък бой и те са заменени с две четирицевни 12,7 mm картечници, Vickers .50.
В състава на автоматичното зенитно въоръжение също влизат и до десет 7,69 mm (0,303-дюймови) картечници система „Люис“. Масата на картечницата съставлява 26 фунта (11,8 kg). Охлаждането им е въздушно, а откатът пружинен. Пълнителните дискове се снаряжават с 47 патрона във всеки.
И, най-накрая, в състава на въоръжението и на двата крайцера влизат трифунтовите (47 mm) салютни оръдия Хочкис, създадени през 80-те години на XIX век във Франция и поставяни на големите кораби изключително за представителни цели.
Торпедното въоръжение на крайцерите се състои от шест 533-мм (21-дюймови) торпедни апарата в две тритръбни въртящи се установки TR-III разположени на главната палуба побордно на мидъла, веднага след среза на полубака. „Йорковете“ получават на въоръжение, приетите на въоръжение през 1926 г. торпеда MkVII, запасът от които се състои от шест торпеда, които се намират в апаратите.

### Брониране
Бронирането на „йорковете“ представлява „кутиевидната“, прикриваща само жизненоважните части на кораба, бронезащита на крайцерите от типа „Каунти“, усилена с поставянето на бордови пояс и удебеляване на хоризонталната броня. Бронирането е изпълнено от плочи от нецементираната хомогенна стомана NT, а също и от високоякостната корабостроителна стомана „Дюкол“.
Късият брониран пояс от плочи с височина 4 метра и дебелина 76 mm, които са закрепени с болтове, защитава машинно-котелните отделения (МКО) по цялата им дължина. При нормална водоизместимост той е над водолинията на 1,2 m. Траверсите са еднаква дебелина – 89 mm.
Бронята на стените на артилерийските кули, а също и техните барбети е дебела 25 mm; броневите траверси на предните и задните погреби на издигнатата кула „В“ е 76 mm; бордовите траверси на погребите на всички кули на ГК са 111 mm за „Йорк“; на „Exeter“ дебелината на страните е доведена до 140 mm.
Има и двойни бордове в района на МКО.

### Главна енергетична установка
Главната енергетична установка включва в себе си осем триколекторни Адмиралтейски котела и четири едностъпкови редуктора, четири комплекта парни турбини Парсънс, работещи на четирите гребни вала. Турбозъбчатите агрегати (ТЗА) се състоят от турбини ниско (ТНН) и високо налягане (ТВН) и имат обороти (при номинална мощност): 3000 rpm на вала на турбините високо налягане, 2100 rpm на вал за турбините ниско налягане. Масата на енергетичната установка съставлява 1630 тона. Турбините за заден ход са монтирани на изхода на камерите на ТНН, а турбините за крайцерския ход – след камерите на ТВН. Крайцерите имат линейна схема на разположение на установката: зад двете котелни отделения с по четири котела във всяко нататък към кърмата вървят две машинни отделения, в които са разположени по две турбини. Спомагателните механизми, изпарителната и опреснителната установки, спомагателният кондензатор и другото оборудване са поставени в бордови кърмови отделения.
Работното налягане на парата е 21,2 kgf/cm2 (20,5 atm), температурата ѝ – 329°C (625°F).
Проектната максимална скорост на хода се очаква да бъде 32,5 – 33 възела – с един възел (0,25 възела) повече, отколкото при „графствата“. Но това не случва реално. И макар „Йорк“ и да показва по време на ходовите изпитания нелоша скорост, неговия „паспортен показател“ за максимална скорост се оказва почти същият, както и при „графствата“ последни серии – 32,3 възела. По-широкият „Ексетър“, при нормална водоизместимост, развива само 32 възела, при пълно натоварване развива 31,16 възела при 10 290 т и 81 463 к.с..
Независимо от значителното, в сравнение с „графствата“, намаляване на запаса гориво от 3100 до 1900 д.т., далечината на плаване на „йорковете“ си остава голяма: при плаване на икономичен ход 11 – 14 възела тя е 10 000 морски мили.

## Модернизации
В хода на първата модернизация, през 1933 г., на двата крайцера е удължен полубака (приблизително с 12 м), което подобрява мореходността. Полубакът вече завършва зад носовия комин и достига половината от дължината на корпуса. След което „Йорковете“ придобиват репутацията на „сухи“ кораби. Тогава е проведено и единственото за предвоенния период изменение в зенитното въоръжение. На двата крайцера са свалени „Пом-помите“ Mk II. На техните места, побордно от носовите надстройки, са поставени 12,7-мм зенитна картечницазенитни картечници Vickers .50 в четирицевните установки Mk I.

## История на службата
- HMS York (1928) – заложен на 16 май 1927, спуснат на вода на 17 юли 1928, влиза в строй на 1 май 1930. На 26 март 1941 получава тежки повреди в резултат на специалната операция на Кралските ВМС на Италия в залива Суда (Крит), след което, в периода до 22 май 1941 е окончателно изваден от строя от силите на Луфтвафе.

- HMS Exeter (1929) – заложен на 1 август 1928, спуснат на вода на 18 юли 1929, влиза в строй на 27 юли 1931. На 1 март 1942 е потопен от силите на Императорския флот на Япония в хода на Второто сражение в Яванско море.

## Оценка на проекта
Британските крайцери с намалена водоизместимост и осемидюймови оръдия са поръчани след завоя на британската корабостроителна политика, в посока намаляване на разходите в програмите за развитие на флота. Появата на малките тежки крайцери във флотите е обусловено от съвършено различни причини, недостатъчната им защита е очевидна (крайцерите от типа „Йорк“ понякога даже се определят като „полутежки“ – (на английски: Light heavyweight), тяхното брониране не ги защитава от преки попадения на осемидюймови снаряди и всички мъници губят при съпоставянето им с пълноценните „вашингтонски“ крайцери. „Ексетър“ няма късмет и той в бой се среща със „супертежките“ (на английски: Super heavyweight – крайцери в нарушение на договора построени с надвишаваща стандарта водоизместимост) – японските крайцери от типа „Миоко“ (в последния за него бой той сам се бие срещу четирима) с предсказуем резултат.
Тези кораби са сравнявани:
- с корабите-прототипи – това са крайцерите от типа „Каунти“: 3-та (типа „Норфолк“) и 1-ва серия (типа „Кент“).
Един от крайцерите на последния тип (типа „Кент“) – „Къмбърланд“, преминава основна модернизация в 1935 – 1936 г., и влиза заедно с крайцера „Ексетър“ в състава на ескадрата на Хенри Харууд, но е изпратен от комодора на разузнавателно патрулиране, иначе при така сложилите се обстоятелства би могъл да стане участник в боя при Ла Плата[6]. Ако „вашингтонските черупки“ построени около техните осемидюймови оръдия, отстъпват на „Йорк“, то „Каунти“, които са преминали модернизация, в това число и „Къмбърланд“, получават по-солидно, отколкото „йорковете“, бордово брониране (външния пояс е с дебелина 76 – 114 mm) и усилено локалното такова. И наличието на две допълнителни 203 mm ствола при „вашингтонеца“ би било прекрасна подкрепа в боя. Но хоризонталната броня на британските тежки крайцери представлява съвършено незначителна преграда за 11-дюймовите бронебойни снаряди на противника.
- с корабите-противници – германския „джобен“ линкор „Адмирал граф Шпее“ и японските тежки крайцери от типа „Миоко“[6].

Японските 200 mm оръдия, стоящи на крайцерите от типа „Миоко“ по много отстъпват на английските осемидюймови Mk. VIII, този недостатък японците отстраняват едва през 1936 – 1940 г. с поставянето на по-мощните 203 mm оръдия, и към превъзходството в защита и скорост се добавя и превъзходство в нападението. След това, и не без основание, японските крайцери са считани за най-силните в своя клас, макар и за кратко. Немските кораби, които немците класифицират като „броненосци“ (а в края на 1939 г. са преведени в разряда на тежките крайцери), са ограничени само по водоизместимост, и са предназначени за действия по комуникациите и, имайки огромна далечина на плаване, достатъчна скорост на хода, за да избягат на всеки линкор построен до 1933 г., и много по-голям, отколкото на крайцерите, калибър на главната артилерия, превъзхождат по огнева мощ всички тежки крайцери, поставяйки под съмнение самото съществуване на този клас, призван да защитава тези същите комуникации;.
| Тактико-технически елементи на сравняваните тежки крайцери | Тактико-технически елементи на сравняваните тежки крайцери | Тактико-технически елементи на сравняваните тежки крайцери | Тактико-технически елементи на сравняваните тежки крайцери | Тактико-технически елементи на сравняваните тежки крайцери | Тактико-технически елементи на сравняваните тежки крайцери |
|                                                            | Япония „Миоко“                                             | Великобритания „Съфолк“                                    | Германия „Адмирал граф Шпее“                               | Франция „Дюкен“                                            | Италия „Тренто“                                            |
| ---------------------------------------------------------- | ---------------------------------------------------------- | ---------------------------------------------------------- | ---------------------------------------------------------- | ---------------------------------------------------------- | ---------------------------------------------------------- |
| Година на спускане на вода/модернизация                    | 1929 / 1939                                                | 1926 / 1936                                                | 1934                                                       | 1925 / 1934                                                | 1927                                                       |
| Водоизместимост, стандартна/пълна, t                       | 10 980 / 14 194 (12 342 / 15 933)                          | 9906 / 13 614 (10 800 / 13 968)                            | 12 100 / 16 200                                            | 10 000 / 12 200                                            | 10 344 / 13 344                                            |
| Силова установка, к.с.                                     | 130 000                                                    | 80 000                                                     | 56 800                                                     | 120 000                                                    | 150 000                                                    |
| Максимална скорост, възела                                 | 35,5 (33,3)                                                | 31,5                                                       | 28,0                                                       | 33,75                                                      | 36                                                         |
| Далечина на плаване, мили на скорости, възела              | 7000 (14)                                                  | 8000 (10)                                                  | 19 000 (10)                                                | 4500 (15)                                                  | 4160 (16)                                                  |
| Артилерия на главния калибър                               | 5×2 – 200 mm/50 тип 3-та година № 1 (5×2 – 203 mm/50)      | 4×2 – 203 mm/50 Mk. VIII                                   | 2×3 – 283 mm/50 8×1 – 150 mm/55                            | 4×2 – 203 mm/50 Mod 24                                     | 4×2 – 203 mm/50 Mod. 24                                    |
| Универсална артилерия                                      | 6×1 – 120 mm/45 тип 3 (4×2 127 mm/40)                      | 4×1 – 102 mm/45 Mk. V (4×2)                                | 3×2 – 105 mm/65                                            | 8×1 – 76 mm/60 Mod 22                                      | 6×2 – 100 mm/47 Mod. 24                                    |
| Торпедно въоръжение                                        | 4×3 – 610 mm ТА                                            | 2×4 – 533 mm ТА                                            | 2×4 – 533 mm ТА                                            | 2×3 – 533 mm ТА                                            | 4×2 – 533 mm ТА                                            |
| Авиогрупа                                                  | 1 катапулт, 2 хидросамолета                                | —                                                          | 1 катапулт, 2 хидросамолета                                | 1 катапулт, 2 хидросамолета                                | 1 катапулт, 2 хидросамолета                                |
| Брониране, mm                                              | борд– 102, палуба– 32…35 (35 + 32…35), кули – 25, ПТП – 58 | борд – 25 (114), палуба – 32, кули – 25                    | борд – 100, палуба – 40, кули – 170                        | палуба – 30, башни – 30, кули – 100                        | борд – 70, палуба – 20…50, кули – 100, рубка – 40…100      |
| Екипаж                                                     | 764                                                        | 685                                                        | 1150                                                       | 605                                                        | 723                                                        |

- и накрая – с аналозите в чуждестранните флотове, към които могат да се отнесат японските тежки крайцери от типовете „Фурутака“ и „Аоба“, аржентинските тежки крайцери от типа „Вейнтисинко де Майо“, съветските крайцери от проект 26-бис[6].

| Сравнителни ТТХ на типа „Йорк“ и неговите чуждестранни аналози | Сравнителни ТТХ на типа „Йорк“ и неговите чуждестранни аналози | Сравнителни ТТХ на типа „Йорк“ и неговите чуждестранни аналози | Сравнителни ТТХ на типа „Йорк“ и неговите чуждестранни аналози | Сравнителни ТТХ на типа „Йорк“ и неговите чуждестранни аналози | Сравнителни ТТХ на типа „Йорк“ и неговите чуждестранни аналози |
| Основни елементи                                               | Аржентина „Вейнтисинко де Майо“                                | СССР 26-бис                                                    | Япония „Фурутака“                                              | Япония „Аоба“                                                  | Великобритания „Йорк“                                          |
| -------------------------------------------------------------- | -------------------------------------------------------------- | -------------------------------------------------------------- | -------------------------------------------------------------- | -------------------------------------------------------------- | -------------------------------------------------------------- |
| Водоизместимост, стандартна/пълна, t                           | 6800 / 9000                                                    | 8048 / 9575 – 9882                                             | 8700 / 11 273 – 11 275                                         | 9088 / 11 660                                                  | 8250 – 8390 / 10 350 – 10 490                                  |
| Силова установка, к.с.                                         | 85 000                                                         | 110 000                                                        | 103 400                                                        | 110 000                                                        | 80 000                                                         |
| Максимална скорост, възела                                     | 32                                                             | 35                                                             | 33                                                             | 33                                                             | 32 – 32,25                                                     |
| Далечина на плаване, мили на скорост, възела                   | 8030 (14)                                                      | 4880 (17,8)                                                    | 7900 (14)                                                      | 8223 (14)                                                      | 10 000 (14)                                                    |
| Артилерия на главния калибър                                   | 3×2 – 190 mm                                                   | 3×3 – 180 mm                                                   | 3×2 – 203 mm                                                   | 3×2 – 203 mm                                                   | 3×2 – 203 mm                                                   |
| Универсална артилерия                                          | 6×2 – 102 mm                                                   | 6×1 – 100 mm                                                   | 4×1 – 120 mm                                                   | 4×1 – 120 mm                                                   | 4×1 – 102 mm                                                   |
| Лека зенитна артилерия                                         | 6×1 – 40 mm/39                                                 | 9×1 – 45 mm/46, 4×1 – 12,7 mm                                  | 4×2 – 25 mm, 2×2 – 13,2 mm                                     | 4×2 – 25 mm, 2×2 – 13,2 mm                                     | 4×1 – 40 mm/39, 2×4 – 12,7 mm                                  |
| Торпедно въоръжение                                            | 2×3 – 533 mm ТА                                                | 2×3 – 533 mm ТА                                                | 2×4 – 610 mm ТА                                                | 2×4 – 610 mm ТА                                                | 2×3 – 533 mm ТА                                                |
| Брониране, mm                                                  | пояс – 70, палуба – 25, кули – 50, рубка – 65                  | пояс – 70, палуба – 50, кули – 70, рубка – 150                 | пояс – 76, палуба – 32…35, кули – 25                           | пояс – 76, палуба – 32…35, кули – 25                           | пояс – 76, палуба – 37, кули – 25, погреби– 76…140             |
| Екипаж, души                                                   | 780                                                            | 897                                                            | 639                                                            | 657                                                            | 628                                                            |

Бронирането на всички крайцери в тази група не осигурява защита от преки попадения на осемдюймови снаряди, като се счита достатъчно само срещу действието на шестдюймови снаряди на дистанции от поне 12 км. „Йорковете“ изглеждат малко по-удачни, отколкото тази компания, бидейки най-балансирани, макар по някои параметри с малко да им отстъпват.

## Коментари
1. ↑  Всички данни са приведени по състояние към 1939 г.
2. ↑  На стрелбите на крайцерите от типа County, проведени през 1928 г., са получени следните резултати: изстрел за 11,6 секунди, т.е. 5,2 изстрела в минута.
3. ↑  В скобите – след модернизации.
4. ↑  За американските и британските кораби дъгите тонове са преизчислени в метрични.
5. ↑  Главен кораб.
6. ↑  Всички данни са към декември 1941 г.
7. ↑  Всички данни са към декември 1941 г.
8. ↑  Всички данни са към септември 1939 г.
9. ↑  Преди модернизацията носят по 6×1 200 mm оръдия в еднооръдейни кули.
10. ↑  Преди модернизацията носят по 3×2 200 mm оръдия в двуоръдейни кули.
11. ↑  Преди модернизацията носят по 4×1 76 mm оръдия.
12. ↑  Преди модернизацията носят по 4×1 76 mm оръдия.